# Seswaa

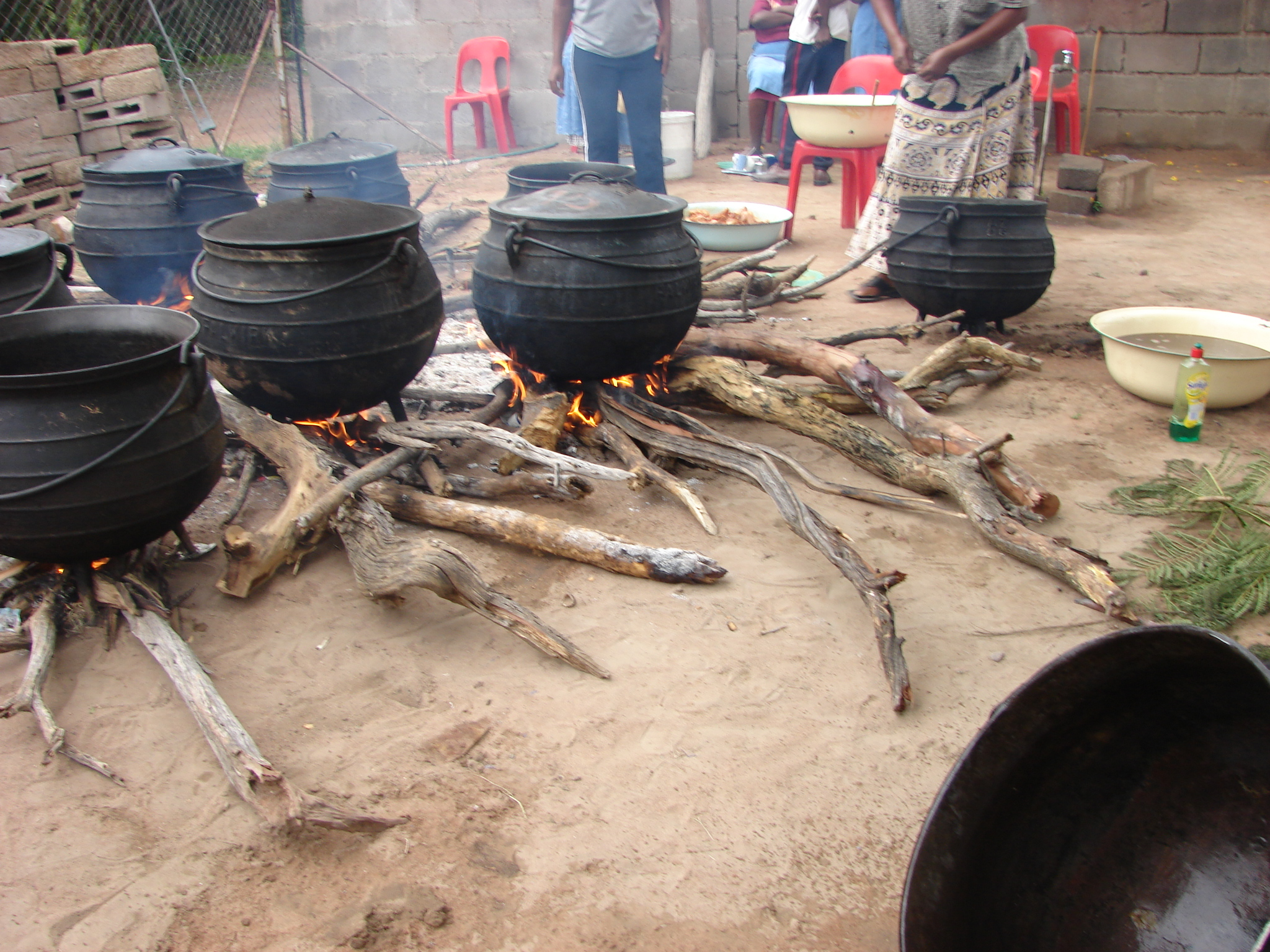
Marmites

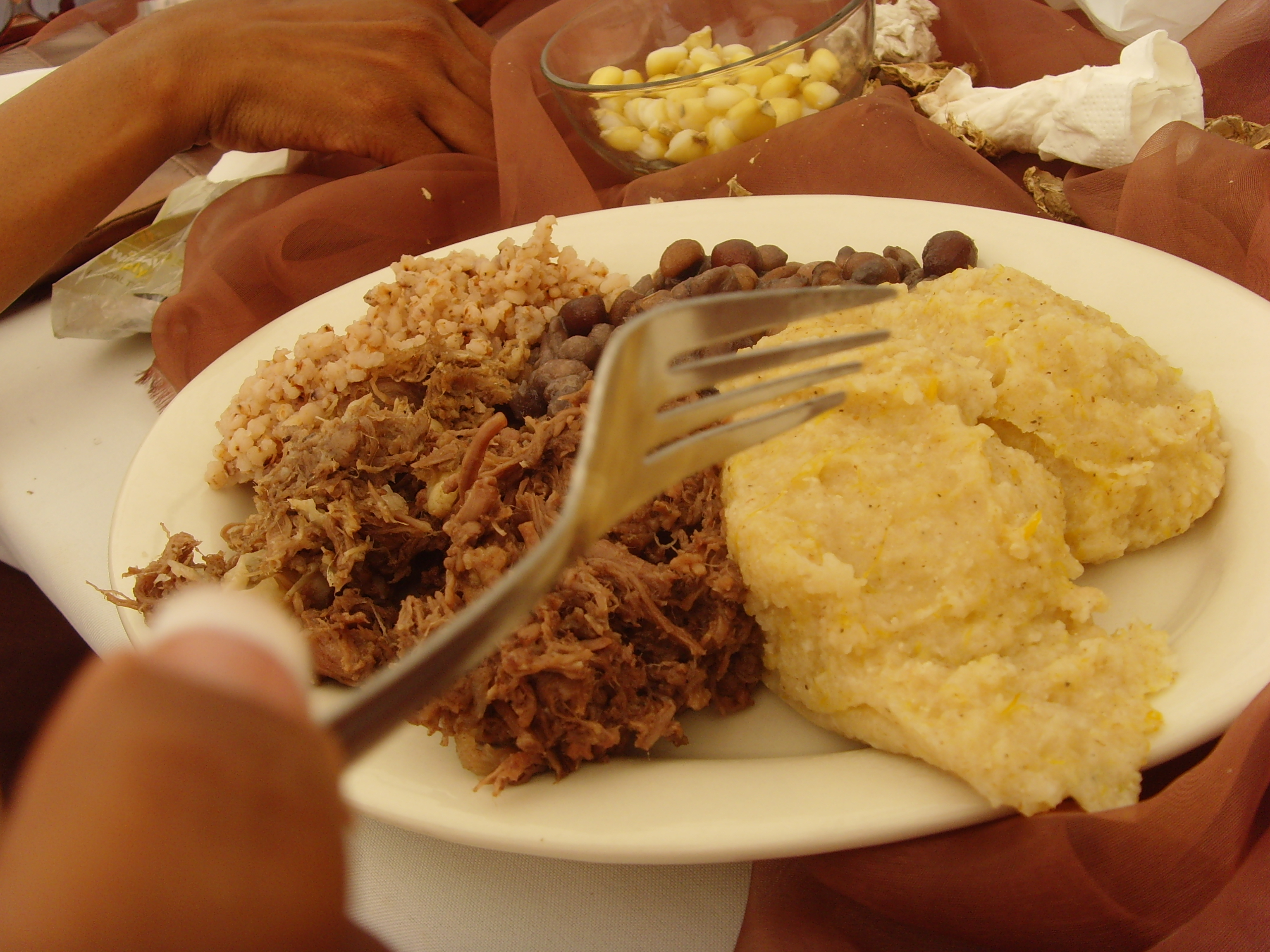
Seswaa avec bogobe

Le seswaa (ou chotlho) est une recette traditionnelle du Botswana. C’est un plat classique, à base de viande bouillie et pilée. Ce nom dérive du verbe ‘go swaa’ en setswana, ce qui signifie piler ou écraser. On peut utiliser de nombreuses variétés de viande pour le concevoir, mais la plus répandue est la viande de bœuf. La plupart de temps, ce plat se prépare en grande quantité car il faut beaucoup de viande : Le seswaa se prépare pour des grandes fêtes comme les mariages, les fêtes de noël ainsi que pour les funérailles/enterrements car il y a du monde qui y assiste même sans invitation. Tant qu’on est du même village on est automatiquement invité.  Mais on peut également le préparer en famille. 
Traditionnellement ce sont les hommes qui le préparent. La viande est servie avec de la bouillie de farine de maïs ou du sorgho (bogobe).  Le seswaa peut être préparé avec n’importe quelle  poêle mais la meilleure façon, la plus traditionnelle, est d’utiliser la cuisson au feu de bois  avec un pot/une marmite à trois pattes, ou une marmite en fonte. 

## Ingrédients
- Viande avec ou sans os
- Sel au goût
- De l'eau

## Préparation

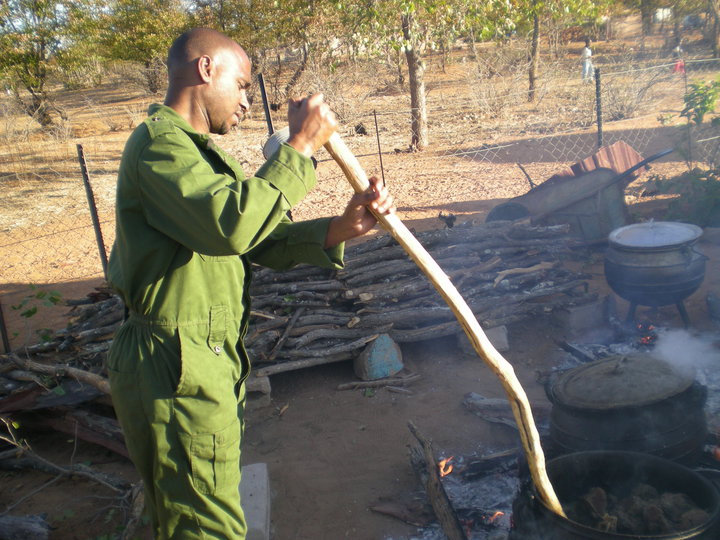
La préparation de seswaa au feu de bois

Couper la viande en gros morceaux, la mettre dans une marmite et, couvrir d'eau et mettre sur le feu. La cuisson doit se faire à couvert à une chaleur élevée jusqu'à ce que l'eau commence à bouillir, puis réduire la chaleur et laisser mijoter lentement à couvert jusqu'à ce que la viande soit tendre, environ 2 ou 3 heures.
La clé pour avoir le meilleur goût  est d’attendre le brunissement de la viande après ébullition. Le cuisinier doit s'assurer de faire cuire assez longtemps pour obtenir un effet général caramélisé, et doit continuez à remuer afin que la viande ne colle pas à la marmite.
Ensuite, à l’aide d’une cuillère en bois solide, piler la viande dans la marmite en ajoutant encore un peu d’eau pendant le pilonnage sur feu doux afin que le produit final ne soit pas sec mais moelleux.
Traditionnellement, on ne met ni légumes ni épices autres que le sel. Mais il y a ceux mettent des oignons, surtout si on utilise de la viande séchée appelée segwapa (biltong en anglais). 
À moins que  la viande n’ait pas de graisse, on ne met pas d'huile de cuisine non plus. Le goût doit rester le plus naturel et authentique possible. La cuisine de Botswana traditionnelle n'est pas très épicée.